# Tissot
Tissot (рус. Тиссо́) — швейцарский производитель часов, принадлежащий Swatch Group.

## История
Компания была основана в 1853 году Шарль-Фелисьеном Тиссо и его сыном Шарль-Эмилем в городке Ле-Локль. Изначально компания называлась «Шарль Тиссо и сын» и была небольшой мастерской, куда приходили местные фермеры, чтобы получить работу в зимний период, и использовавшие это время года для производства часов.
В 1858 году Шарль-Эмиль отправляется в Россию, где успешно продавал карманные часы, и с 1866 года Tissot становится официальным поставщиком часов Российского Императорского двора. 1858 год можно считать началом продвижения марки за пределы границ Швейцарии. В течение всей своей карьеры Шарль-Эмиль совершил 53 поездки в разные страны мира.
В конце XIX века Шарль-Фелисьен основывает дочерние компании во Франкфурте и Москве. В Москве его сын провел следующие 16 лет и с 1904 года стал поставщиком часов для Русской армии — были выпущены так называемые «Царские часы» для офицеров императорской гвардии с выгравированными гербами императорских российских полков.

### Награды
C момента основания компания принимает участие в различных выставках, что так же добавляет известности:
- 1883 — Tissot получает диплом в Цюрихе
- 1889 — присужден Большой приз в категории «Часы» на Всемирной выставке в Париже
- 1896 — золотая медаль в Женеве
- 1900 — Большой приз Парижской часовой индустрии
- 1906 — присужден II приз «Observatoire Cantonal» за точность хронометров

### Новые технологии

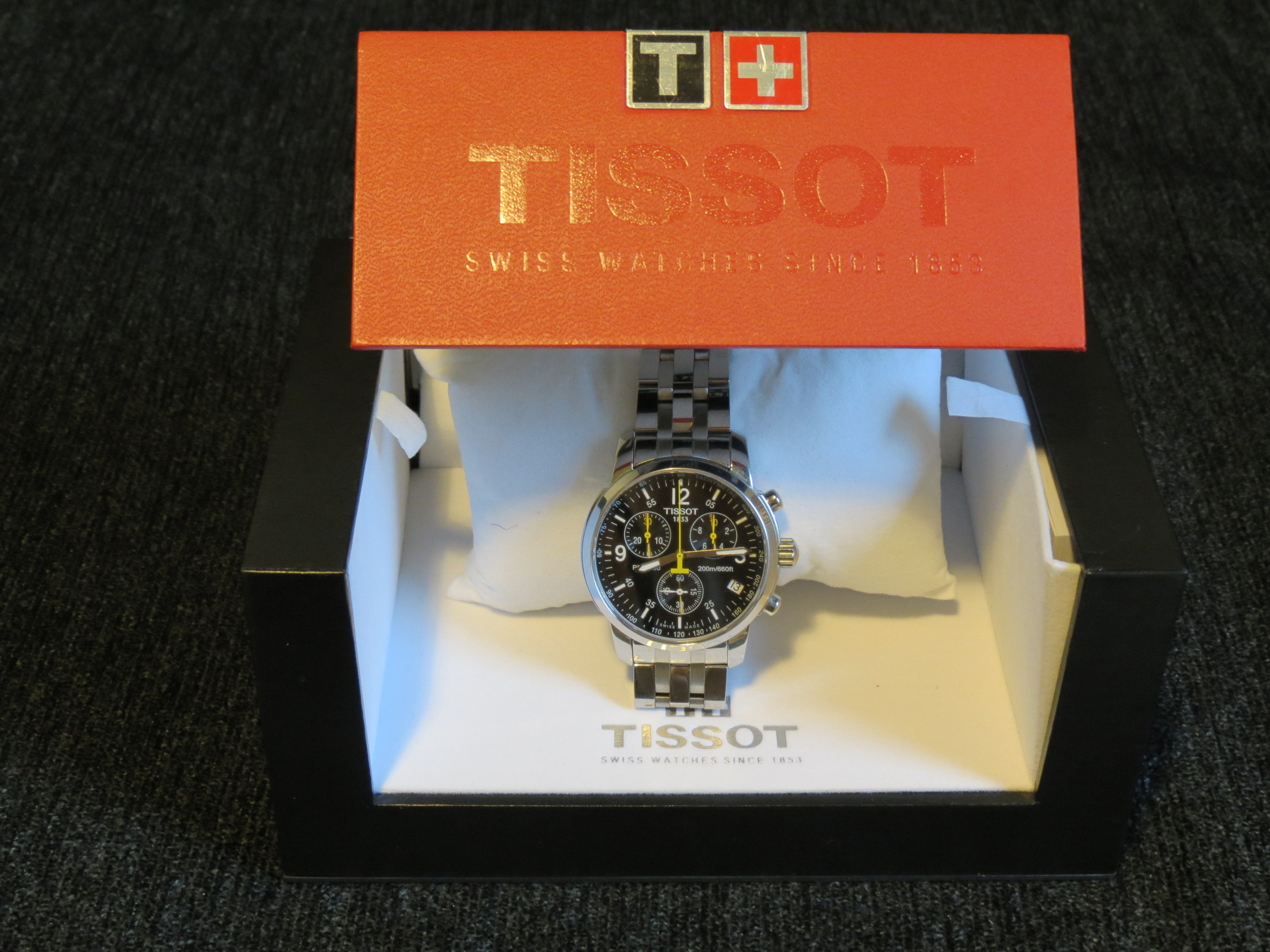
Часы Tissot PRC 200 (T17.1.586.52)

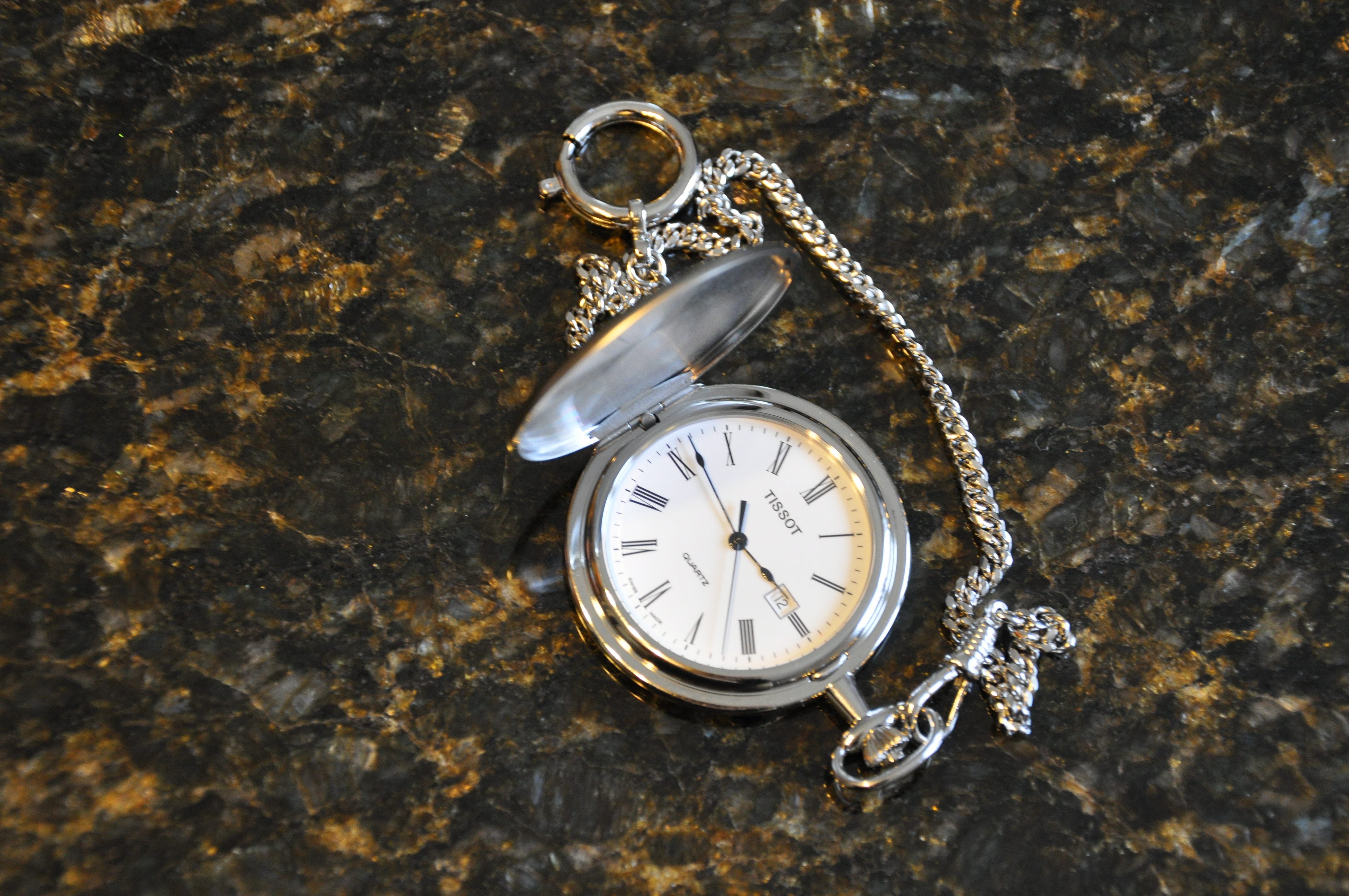
Карманные часы Tissot в раскрытом виде

Все это время часы производились вручную и пришло время расширять производство, что привело к преобразованию мастерских в фабрику, оснащенную современным оборудованием. И после реконструкции производственного центра с 1920 года Tissot начинает серийное производство часов.
В 1930 году фабрика Tissot разрабатывает первые в истории антимагнитные часы, в дальнейшем взятые за основу всей часовой промышленностью, а через некоторое время, в 1937 году, Tissot и Omega решают объединить свои интересы, что привело к слиянию двух компаний в корпорацию «Societé Suisse pour l’industrie horlogère S. A.» (SSIH), обосновавшуюся в Женеве. Благодаря этому союзу появилась возможность разделить рынки сбыта: Omega занимала верхний сектор рынка и ориентировалась на более престижный класс, а Tissot обслуживал клиентов среднего уровня.
В 1971 году компания выпустила первые в истории пластиковые часы с прозрачным корпусом, считающиеся прародителем оригинального дизайна часов Swatch.

### Новая жизнь
В 1985 году компания Tissot вошла в концерн SMH (в 1998 году переименованный в Swatch Group Ltd.), что дало возможность усилить влияние в промежуточном ценовом диапазоне рынка и продолжать инновационные разработки. Так появились первые в мире наручные часы из гранита (1985), часы из перламутра (1987), часы из дерева (1988).
Послами бренда Tissot являются: Тони Паркер, Лю Ифэй, Вират Кохли, Дипика Падуконе, Хуан Сяоминь, Хорхе Лоренсо, Томас Люти, Неха Каккар, Марк Маркес и Рана Даггубати. В настоящее время Tissot также являются официальным хронометристом и поставщиком часов Национальной баскетбольной ассоциации.

## Коллекции часов Tissot
- Touch Collection — инновационные часы с тактильным сенсорным сапфировым стеклом и множеством функций.
- T-Sport — спортивная коллекция. Содержит в себе как мужские, так и женские часы. Некоторые модели посвящены определённым видам спорта или соревнованиям, например ограниченные серии T-Race (мотоспорт) или SEASTAR 1000(дайвинг).
- T-Trend — часы с современным дизайном, в основном женские. Для украшения моделей используется перламутр и бриллианты (Tissot Lovely).
- T-Classic — классические мужские и женские механические и кварцевые часы. Модель Le Locle стала международным бестселлером с момента выпуска.
- Heritage — ограниченная серия, реплики старых моделей Tissot, выпущена по случаю 150-летия компании.
- T-Pocket — карманные часы и часы-подвески.
- Luxury automatic — часы премиум-класса.